# Déambulatoire

Déambulatoire.

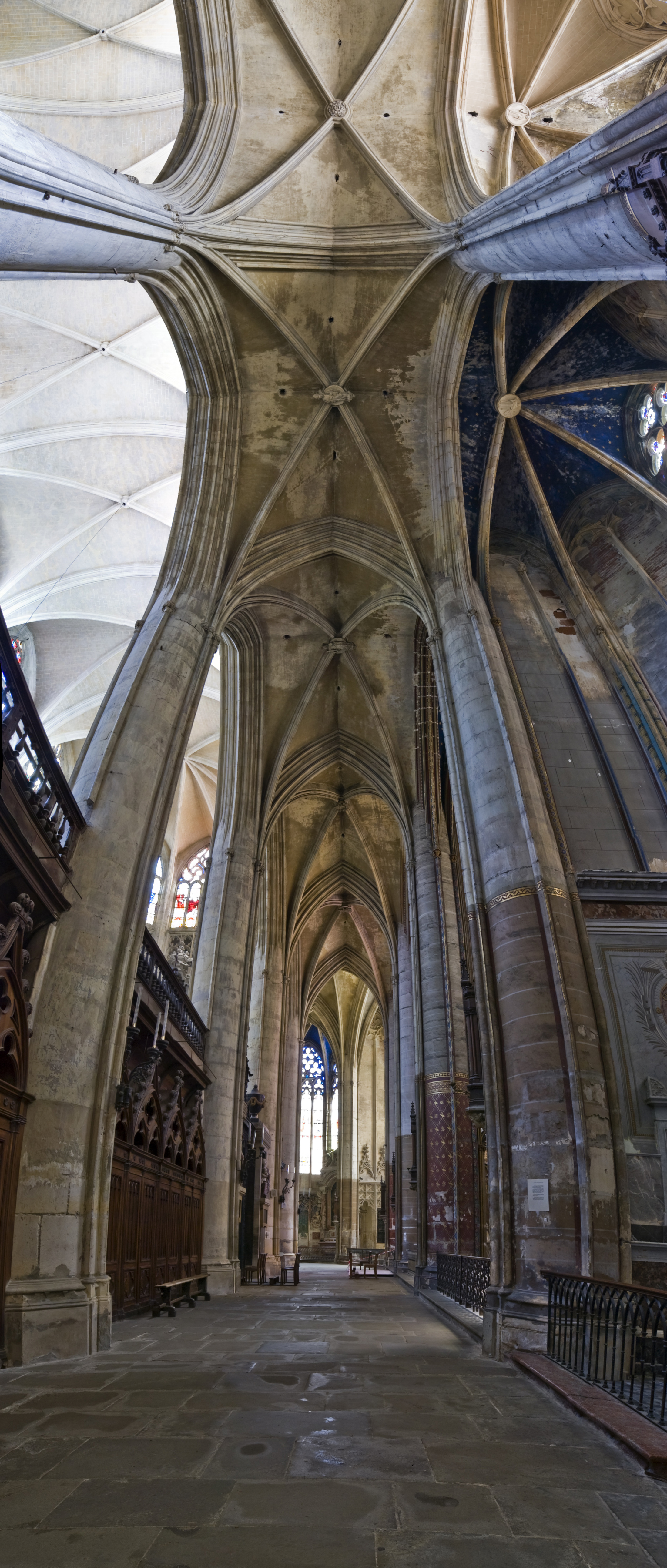
Déambulatoire côté sud, cathédrale Saint-Étienne de Toulouse.

Le déambulatoire (du radical latin deambulatio, « promenade » avec le suffixe -orium) est une galerie autour du rond-point qui double le chœur et l'abside d'une église. C’est un « collatéral tournant », dit encore « bas-côté pourtournant », « bas-côté de pourtour », « pourtour du chœur » et qui peut être entouré d'un nombre variable de chapelles absidiales. Il peut exister plusieurs déambulatoires (simple, double, triple) : comme les collatéraux qu’ils prolongent, on les nomme à partir de l’intérieur (premier déambulatoire, deuxième, etc.).
Le déambulatoire favorisait les processions liturgiques et, dans les églises de pèlerinage, structurait le tracé de visite des pèlerins autour du chœur et de la crypte qui abritaient ou exposaient les corps saints et les reliques particulièrement insignes. Cet espace de circulation canalisait la ferveur religieuse tout en protégeant de la foule le bon déroulement des offices. Le chevet à déambulatoire desservant des chapelles absidiales (espaces privés, propriété de familles ou de confréries) autorisait la dévotion aux patrons des confréries et les messes privées en souvenir des défunts.

## Historique
La forme du déambulatoire serait l’héritage des couloirs annulaires dans les églises antiques et dont l’origine
pourrait être la rotonde de l’église du Saint-Sépulcre.
Le déambulatoire apparaît simultanément en Occident dans plusieurs églises à la fin de la période carolingienne. Ainsi, l'abbatiale de Saint-Philbert-de-Grand-Lieu « passe pour un des jalons qui marquent la genèse de ce dispositif, à partir de la crypte à galerie de circulation périphérique ». Cet élément architectural a alors la forme d'un couloir coudé desservant des chapelles prolongeant le chœur. Plus tard, il adopte une forme semi-circulaire : le plan de la crypte préromane de la cathédrale Notre-Dame de Chartres le montre encore. Il prend son essor dans l'architecture romane, notamment dans les églises de pèlerinage, au cours du XIe siècle et adopte définitivement la forme d'une galerie semi-circulaire. Les architectes romans l'élèvent au niveau des collatéraux, l'ouvrent sur l'abside par une série d'arcades formant le rond-point (le déambulatoire a ainsi un rôle de contrebutement de l’abside) et, typiquement en France, ajoutent sur le pourtour un nombre variable de chapelles rayonnantes. Ce modèle de déambulatoire à chapelles rayonnantes est repris et développé dans les premières cathédrales gothiques. Les maîtres d'œuvre optent parfois pour un déambulatoire sans chapelle qui facilite la circulation des processions.

## Exemples de déambulatoires
Saint-Philibert de Tournus au début du XIe siècle est volontiers considéré comme une étape décisive entre les expériences carolingiennes et le déambulatoire roman à chapelles rayonnantes.
L'exemple de déambulatoire le plus vaste, conservé seulement au niveau de la crypte, est celui de la cathédrale Notre-Dame de Chartres, à trois profondes chapelles rayonnantes.
La cathédrale Notre-Dame de Paris, la cathédrale Notre-Dame de Chartres, la cathédrale Notre-Dame de Coutances, la cathédrale Saint-Julien du Mans (début du XIIIe siècle), et de nombreux autres édifices, ont un double déambulatoire.

## Représentation schématique

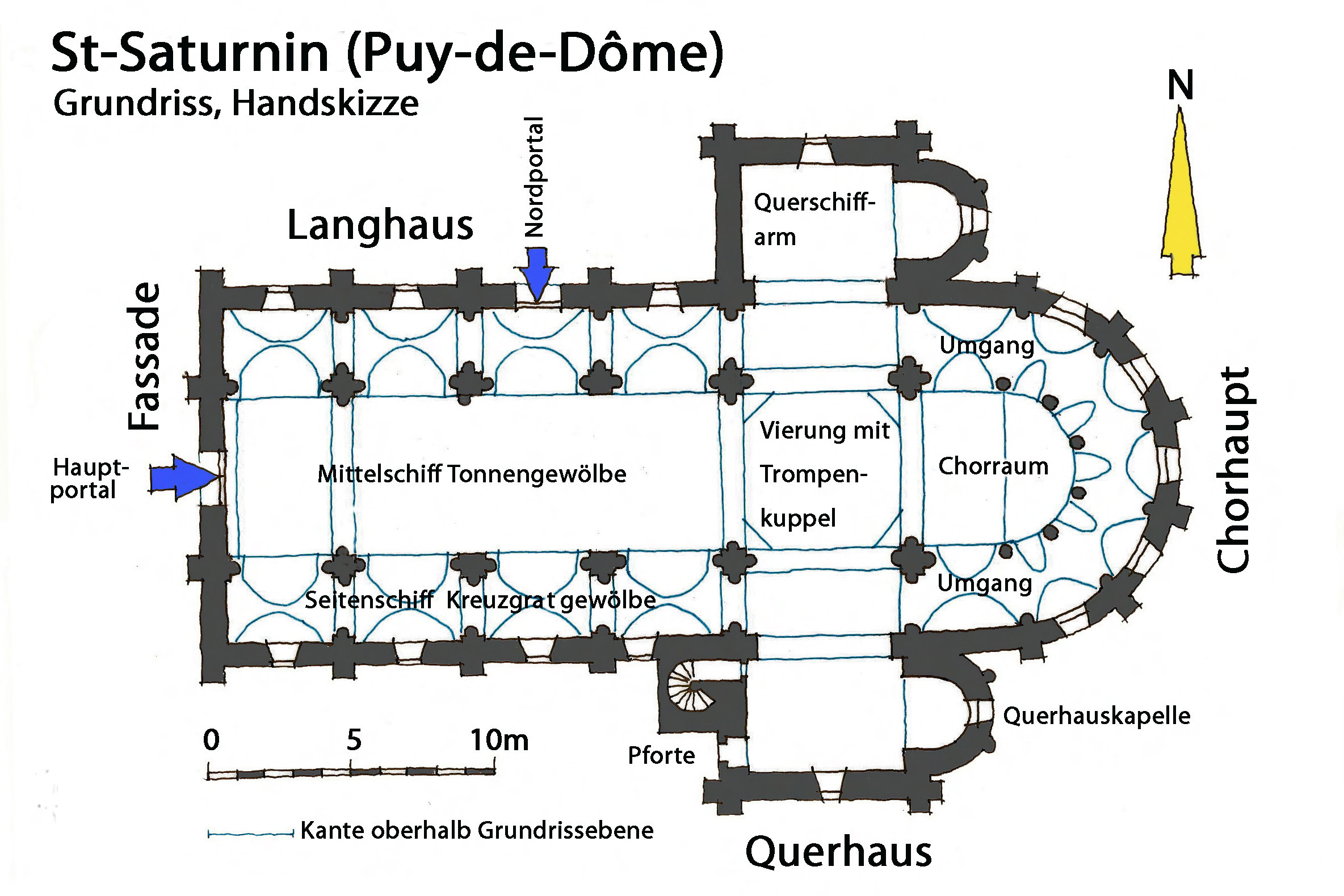
Déambulatoire sans absidioles, église Notre-Dame de Saint-Saturnin.
Déambulatoire absidial amplifié d'un déambulatoire transeptal, basilique Saint-Sernin de Toulouse.
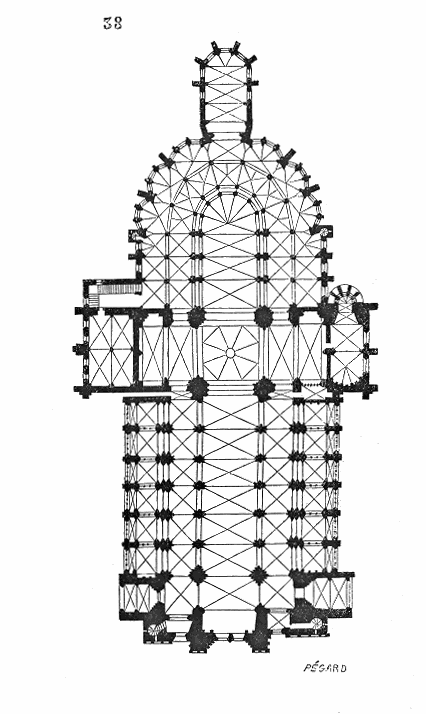
Double déambulatoire à chapelle axiale, cathédrale de Coutances.
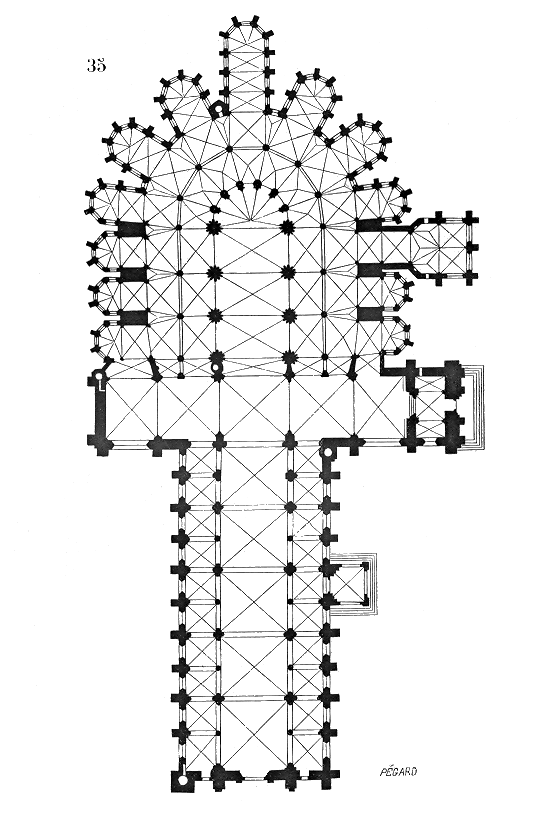
Double déambulatoire à chapelles rayonnantes, Le Mans.
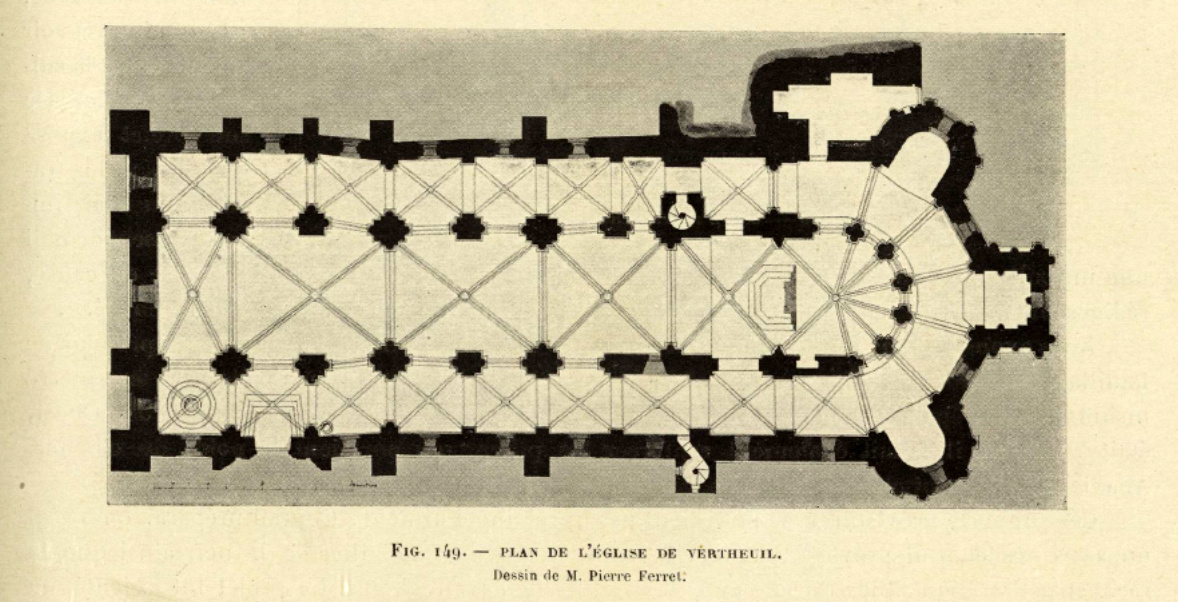
Déambulatoire à chapelles, abbaye Saint-Pierre de Vertheuil.